# Amalie Dietrich
Amalie Dietrich, nata Koncordie Amalie Nelle (Großschirma, 26 maggio 1821 – Rendsburg, 9 marzo 1891) è stata una botanica, zoologa ed esploratrice tedesca.

## Biografia
Amalie Dietrich nacque a Siebenlehn (oggi in comune di Großschirma), Sassonia, Confederazione germanica. Nel 1846, si sposò con Wilhelm August Salomo Dietrich, un medico. Pur senza una formazione istituzionalizzata imparò da lui tutto quello che riuscì sul collezionismo, e i due progettarono di iniziare una carriera come naturalisti. Tra il 1845 e il 1862 si guadagnarono da vivere in modo piuttosto precario collezionando campioni naturalistici sulla catena alpina da vendere a farmacisti, per la produzione di medicinali, e ai curatori di musei di storia naturale. Alcuni dei delicati esemplari di fiori alpini che Amalie raccolse e preparò in quel periodo possono essere visti al Naturhistorisches Museum di Friburgo.

### Australia
Dietrich visse per dieci anni (dal 1863 al 1872) nel Queensland, in Australia, dove raccolse una grande varietà di specie oltre che numerosi oggetti creati dagli indigeni australiani. Viene considerata la prima persona europea a trovare e collezionare un esemplare di taipan dell'interno (Oxyuranus microlepidotus), il serpente più velenoso al mondo.
Dietrich, assieme ad altri studiosi come Moritz Richard Schomburgk, Ferdinand von Mueller, Georg von Neumayer o Richard Semon, è compresa tra alcuni influenti residenti di lingua tedesca che portarono in Australia la propria "tradizione epistemica". Non solo infatti fu "profondamente coinvolta nel progetto coloniale in atto in Australia", ma fu anche attivamente impregnata a "immaginare, conoscere e plasmare l'Australia coloniale" (Barrett, et al., 2018, p.2).

### Ritorno in Europa
Nel 1873 Amalie Dietrich tornò in Germania sulla nave Susanne Godeffroy. Trovò inizialmente alloggio presso la famiglia del naturalista e uomo d'affari Johann Cesar Godeffroy, dove si occupò e gestì le sue collezioni. Nel 1879 trovò un posto come curatrice al Museo Botanico di Amburgo. Morì nel 1891, a quasi 70 anni, affidata alle cure della figlia Charitas Bischoff, che ne scrisse la biografia (Amalie Dietrich - Ein Leben).

## Controversie
Mentre si trovava nel Queensland, Dietrich "ricercava attivamente scheletri recenti di Aborigeni per i propri clienti europei”. Per quanto questo aspetto della sua attività sia stato probabilmente molto esagerato da una sorta di leggenda locale che la dipinse come l'"Angelo della Morte Nera", viene accettato che Dietrich abbia inviato ad Amburgo i resti di parecchi indigeni australiani. Il suo contributo al colonialismo - riguardante sia gli aspetti antropologici che quelli botanici – è oggetto di un recente dibattito accademico.

## Specie

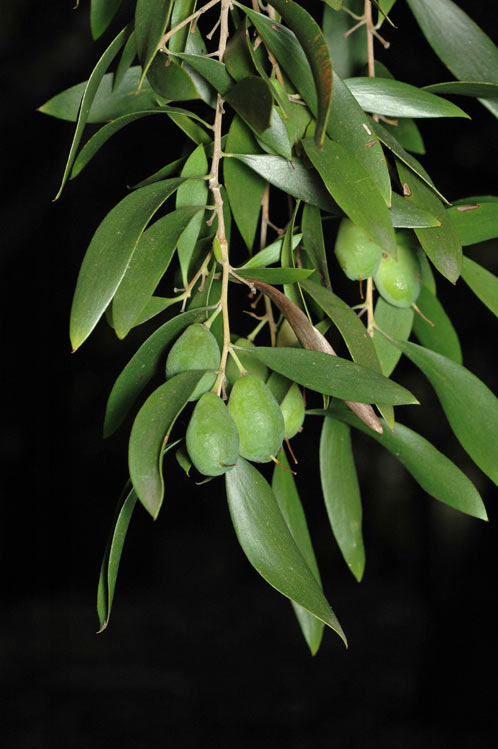
Persoonia amaliae

A Dietrich si devono i tipi nomenclaturali di molte specie, e in parecchi casi l'autore le rese omaggio dedicandole l'epiteto specifico (dietrichiae, dietrichiana, amaliae, etc.). Tra le specie delle quali raccolse il tipo nomenclaturale si possono ricordare:
Aongstroemia dietrichiae Müll.Hal. (1868) - Dicranella dietrichiae (Müll.Hal.) A.Jaeger
Laxmannia illicebrosa Rchb.f. (1871) -  sinonimo di Laxmannia gracilis R.Br.
Marsdenia hemiptera Rchb. (1871)
Fissidens dietrichiae Müll.Hal. (1872)
Macromitrium sordidevirens Müll.Hal. (1872) - Macromitrium aurescens Hampe
Sargassum aciculare Grunow (1874) - Sargassum filifolium var. aciculare (Grunow) Grunow
Sargassum amaliae Grunow (1874)
 Sargassum godeffroyi Grunow (1874)
 Schoenus elatus Boeck. (1875) - Schoenus falcatus R.Br.
 Scirpus dietrichiae Boeck. (1875) - Lipocarpha microcephala (R.Br.) Kunth
 Scleria dietrichiae Boeck. (1875) - Scleria levis Retz.
 Scleria novae-hollandiae Boeck. (1875) - Scleria laxa R.Br.
 Carex dietrichiae Boeck. (1875) - Carex indica L.

Cyperus luerssenii Boeck. (1875) - Cyperus subulatus R.Br.

Acacia dietrichiana F.Muell. (1882) 

Barbula subcalycina Mull.Hal. (1882) - (non compreso né nel IPNI, APNI, e neanche in Plants of the world online; elencato invece nell'Australian Moss Name Index (AusMoss))

Frullania dietrichana Steph. (1910) - Frullania seriata Gottsche ex Steph.

Indigofera amaliae Domin (1915) - Indigofera polygaloides M.B.Scott

Acacia penninervis var. longiracemosa Domin (1926)

Cryptocarya multicostata Domin (1926) - Cryptocarya hypospodia F.Muell.

Cryptocarya triplinervis var. euryphylla Domin (1926) - Cryptocarya triplinervis R.Br.

Psoralea dietrichiae Domin (1926) - Cullen australasicum (Schltdl.) J.W.Grimes

Swainsona luteola var. dietrichiae Domin (1926) - Swainsona luteola F.Muell.

Tetrastigma nitens var. amaliae Domin (1927) - Tetrastigma nitens (F.Muell.) Planch.

Plectronia coprosmoides var. spathulata O.Swartz (1927) - Cyclophyllum coprosmoides var. spathulatum (O.Schwarz) S.T.Reynolds & R.J.F.Hend.

Premna benthamiana Domin (1928) - Premna serratifolia L.

Hibiscus amaliae Domin (1930) - Hibiscus heterophyllus Vent. (1805)

Mallotus claoxyloides f. grossedentata Domin (1930) - Mallotus ficifolius (Baill.) Pax & K.Hoffm.
 
Mallotus claoxyloides var. glabratus Domin (1930) - Mallotus claoxyloides (F.Muell.) Müll.Arg.

Pagetia dietrichiae Domin (1930) - Bosistoa medicinalis (F.Muell.) T.G.Hartley

Persoonia amaliae Domin (1930)

Cyperus pumilus var. nervulosus Kuk. (1936) - Cyperus nervulosus (Kük.) S.T.Blake

Helichrysum eriocephalum J.H.Willis (1952)

Nortonia amaliae (una vespa)

Drosera dietrichiana Rchb.f. (1871) - sinonimo di Drosera burmanni Vahl (1794)

Le attuali denominazioni specifiche e i sinonimi sopra riportati sono basati sull'Australian Plant Name Index e sul Plants of the World online. Dove non sono state presentate alternative è perché il nome specifico è accettato da entrambe queste istituzioni.

## Collezioni

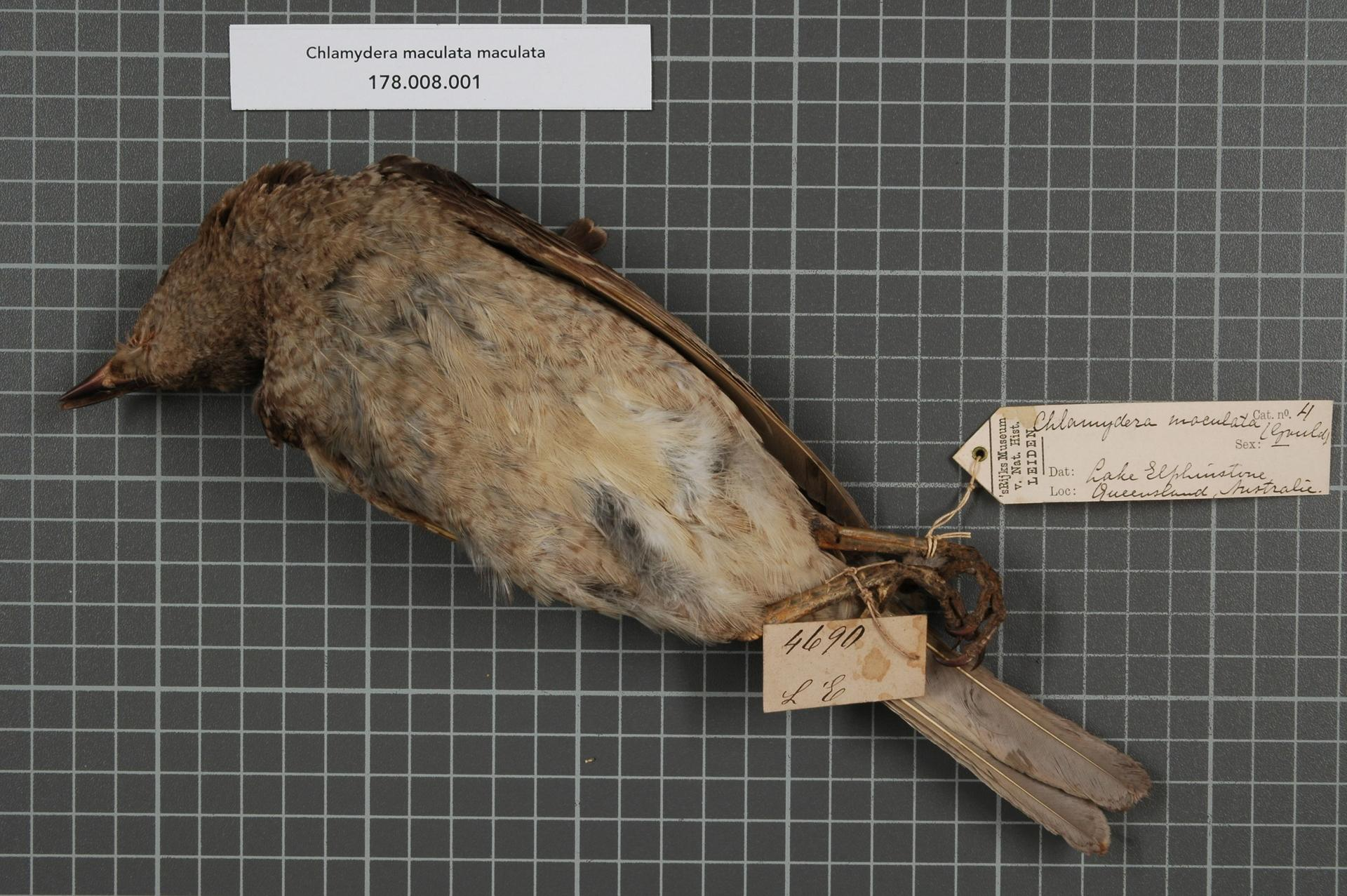
Naturalis: un semplare di Chlamydera maculata raccolto da Amalie Dietrich in Queensland

Le sue collezioni furono alla base della pubblicazione di Zur Flora von Queensland ("Sulla flora del Queensland", 1875), di Christian Luerssen. Mentre era in Australia Dietrich fece visita a Ferdinand von Mueller, e nel 1881 Mueller acquistò una serie di campioni da Luerssen. Il National Herbarium of Victoria di Melbourne conserva tuttora 2.790 dei campioni da lei raccolti. Per quanto non abbia pubblicato nulla a suo nome, le sue collezioni continuano ad essere una importante risorsa per molti erbari nel mondo. Oltre al già citato National Herbarium of Victoria i campioni da lei raccolti sono ospitati anche - tra gli altri - nell'Orto botanico di Berlino, negli erbari dell'Università di Breslavia, della Università di Amburgo, della Università di Jena, nei Royal Botanic Gardens di Kew, al Nederlands Centrum voor Biodiversiteit Naturalis, nell'Orto botanico del Missouri, al Museo nazionale di storia naturale di Francia, alla Smithsonian Institution e al Naturhistorisches Museum di Vienna.

## Intitolazioni e omaggi

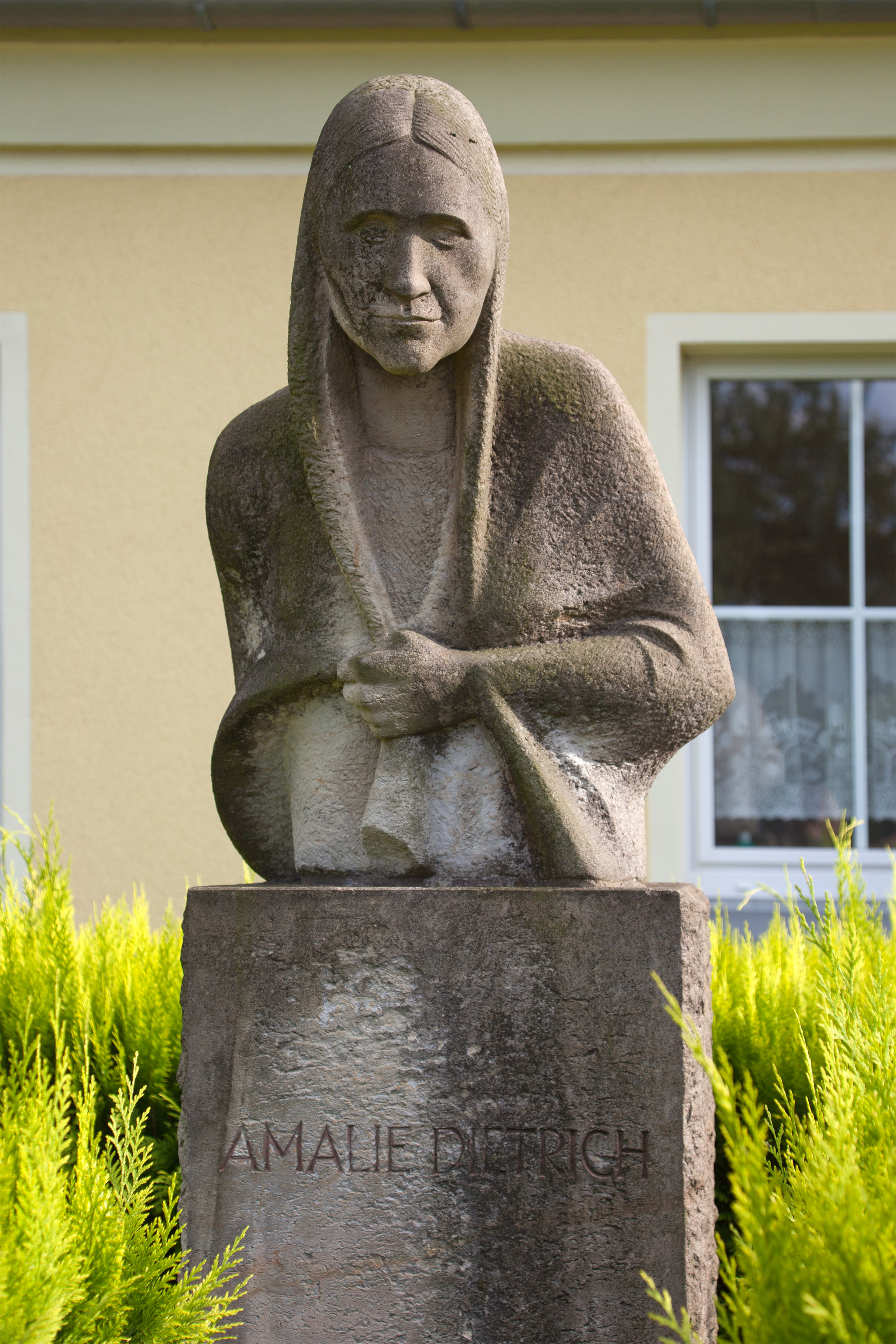
Siebenlehn: monumento a Amalie Dietrich

- Dietrich Place è un quartiere suburbano di Canberra intitolatole in omaggio alla sua opera di naturalista in Australia.[12]
- A Dresda le è stata intitolata la Amalie-Dietrich-Platz.
- a Amburgo uno studentato è denominato Amalie-Dietrich-Haus, e le è stata intitolata la 'Amalie-Dietrich-Stieg.
- A Chemnitz esiste una Amalie-Dietrich-Straße.
- Nel suo villaggio natale, Siebenlehn, è ricordata da un monumento.
- Nel 1933 la scrittrice e poetessa Elisabeth Langgässer le dedicò il radiodramma dal titolo Frauen als Wegbereiter: Amalie Dietrich (Le donne come pioniere: malie Dietrich).
- Nel 1993, lo scrittore Ray Sumner pubblicò una documentata biografia di Dietrich dal titolo A Woman in the Wilderness, The Story of Amalie Dietrich in Australia (NSW University Press (ISBN 0-86840-197-8)).